# خرسانة مسبقة الإجهاد
خرسانة سابقة الإجهاد الخرسانة سابقة الإجهاد هي شكل من أشكال الخرسانة المستخدمة في البناء والتي يتم وضعها تحت ضغط قبل تحميلها بأحمال تتجاوز وزنها .و يتم إنتاج هذا الضغط من خلال تحزيمها «بأوتار عالية القوة» من الداخل بحجم الخرسانة، ويتم ذلك لتحسين أداء الخرسانة في الخدمة. ويمكن أن تتكون الأوتار من أسلاك مفردة أو متعددة أو أشرطة مترابطة، وتكون أكثر شيوعا من الفولاذ عالي الشد أو ألياف الكربون وأساس الخرسانة السابقة الإجهاد هو أنه بمجرد الضغط الأولي وقد تم تطبيقه، تكون الخرسانة الناتجة لها خصائص كلا من الخرسانة عالية التحمل لقوى الضغط، والصلب المرن عالي التحمل لقوى الشد. وهذا يمكن أن يؤدي إلى تحسين القدرة الإنشائية والخدمية مقارنة بالخرسانة المسلحة التقليدية في كثير من الحالات .
يتم استخدام الخرسانة الجاهزة في مجموعة واسعة من المباني والهياكل المدنية حيث يمكن تحسين أدائها عن طريق تكبير بحر(span) الكمرات، وتقليل سمك الأبنية، وتوفيرفى المواد بالمقارنة مع الخرسانة المسلحة العادية. وتشمل تطبيقاتها النموذجية المباني الشاهقة، والابراج السكنية، والأساسات، وهياكل الجسور والسدود، والصوامع والصهاريج، والأرصفة الصناعية، والهياكل النووية.
و من خصائص الخرسانة انها تقاوم قوى الضغط بقدر أكبر من قوى الشد لذا تم ابتكار طريقة سبق الإجهاد للتغلب على ضعف الشد. وتمكننا من إنتاج كمرات أو بلاطات أو جسور ذات بحور أكبر من البحور التي يمكن ان تنتجها الخرسانة المسلحة. خرسنة الأوتار (الكوابل أو قضبان الصلب عالية الشد ) وتستخدم لتوفير الحمولة التي تنتج ضغطي التأكيد على أن يقابل ذلك التأكيد على أن ملموسة ضغط عضو بخلاف التجربة بسبب انحناء للتحميل. أساس استخدام الصلب تعزيز الحانات وحديد التسليح داخل صب ملموسة.
الخرسانة يمكن أن تتم في ثلاث طرق : المتأزم محددة مسبقا، والرهينة أو unbonded بعد المتأزم ملموسة.

مخطط يوضح مراحل عملية سبق الإجهاد علي عنصر خرساني

## خرسانة سابقة الشد

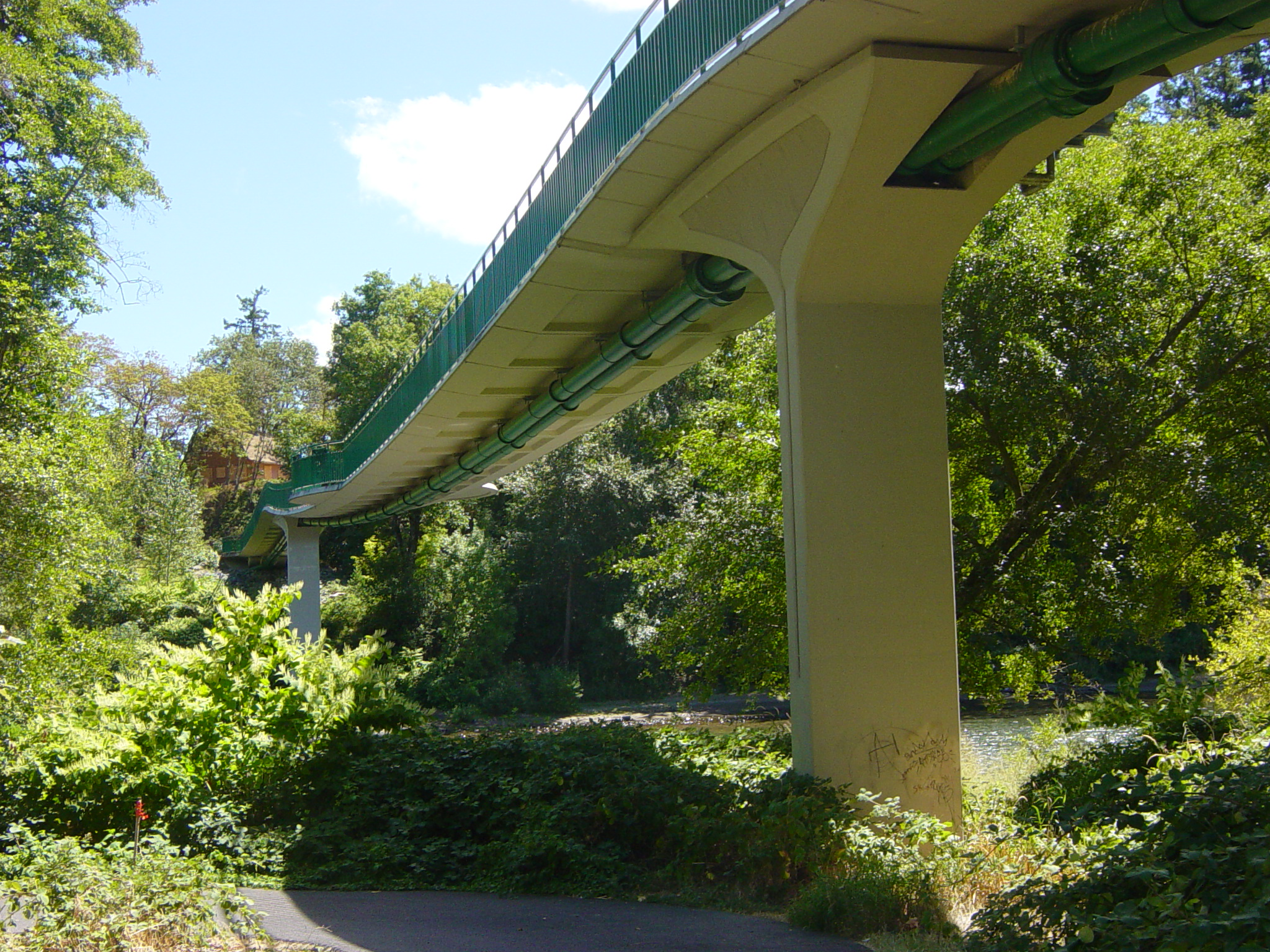
وتتت
اة، ومنح تراخيص الدخول، ولاية أوريغون، الولايات المتحدة الأمريكية.

قبل التوتر الملموس هو بالفعل يلقي التوتر حول الأوتار. وتنتج عن هذه الطريقة سندات جيدة بين الاوتار وملموسة، والتي تحمي الاربطة من التآكل، ويسمح بالنقل المباشر للتوتر. وقد شفي محددة تلتزم والسندات إلى الحانات وعندما أفرج عن التوتر انها نقلت إلى ملموسة كما ضغط من قبل ساكنة الاحتكاك. ومع ذلك، فإنها تحتاج إلى ترسيخ التعاون بين قوي البنية إلى الاربطة ومن المقرر أنه عادة ما تمتد الأوتار في خط مستقيم. وهكذا، فإن معظم عناصر ملموسة الذريعة الجاهزة في مصنع، يجب أن تنقل إلى موقع البناء، الأمر الذي يحد من حجمها. قبل عناصر من حدة قد تكون شرفة عناصر lintels. الطابق الألواح والأعمدة أو مؤسسة أكوام. مبتكر جسر البناء باستخدام طريقة السابقة مشددا على النحو المبين في الشريط أكدت الجسر.

## خرسانة لاحقة الشد (مرتبط)
الرهينة بعد التوتر الملموس هو مصطلح وصفي لطريقة تطبيق ضغط بعد صب ملموسة وعملية المعالجة (في الموقع). الملموسة هي التي يدلي حوالي البلاستيك، الفولاذ أو الألومنيوم منحني أنابيب الهواء، وتتبع منطقة التوتر على خلاف ذلك من شأنه أن يحدث في عنصر ملموس. مجموعة من الأوتار يتم صيدها من خلال أنابيب الهواء والملموسة هي سكب. بمجرد تصلب ملموس، عن طريق الأوتار هي باردة الهيدروليكية الرافعات أن رد فعل ضد عضو ملموسة نفسه. عندما الأوتار التي امتدت نحو كاف، وفقا لمواصفات التصميم (انظر قانون هوك)، وهي تقع في الموقف والحفاظ على التوتر بعد إزالة الرافعات، ونقل إلى الضغط ملموسة. ومن ثم فإن أنابيب الهواء حشى لحماية الأوتار من التآكل. هذه الطريقة تستخدم عادة لخلق متجانسة ألواح لبناء المساكن في المواقع التي توسعية التربة (مثل الطوب اللبن والطين) لخلق المشاكل النمطية للمحيط المؤسسة. ويؤكد كل من الموسمي للتوسع والانكماش الكامنة التربة مراعاة كامل لوح المتأزم، الذي يدعم بناء دون انثناء. بعد التوتير كما يستخدم في تشييد الجسور المختلفة، سواء ملموسة بعد أن يعالج بعد الدعم الذي تقدمه falsework والجمعية الجاهزة أقسام، كما هو الحال في جسر المجزأ. مزايا هذا النظام أكثر من التوتير unbonded بعد هي :
1. تراجع كبير في تعزيز الشروط التقليدية الأوتار لا يمكن destress في وقوع الحوادث.
2. يمكن بسهولة الأوتار 'نسج' يسمح تصميم أكثر كفاءة.
3. أعلى نتيجة في نهاية المطاف قوة السندات ولدت بين حبلا ومحددة.
4. أي قضايا على المدى الطويل مع الحفاظ على سلامة للمذيع / طريق مسدود.

## خرسانة لاحقة الشد (غير مرتبط)
بعد التوتر التحرير ملموسة يختلف عن الرهينة بعد التوتير من خلال توفير كل الكابلات الدائمة حرية الحركة بالنسبة لملموسة. ولتحقيق ذلك، هو كل وتر المغلفة مع الشحوم (عموما الليثيوم القائمة)، والتي تغطيها من البلاستيك في شكل الإغماد البثق العملية. ونقل التوتر إلى ملموسة تتحقق فولاذيا ضد الصلب المراسي مضمنة في محيط من لوح. العيب الرئيسي في أكثر من الرهينة بعد التوتير هو أن برقية destress نفسه ويمكن أن تنفجر من لوح إذا تلف (مثل أثناء تصليح الصارم الموجود على شاهد قبره). من مزايا هذا النظام أكثر من الرهينة بعد التوتير هي :
1. القدرة على التكيف مع الكابلات فردية تقوم على سوء الأوضاع الميدانية (على سبيل المثال : تحويل مجموعة من الكابلات حوالي 4 افتتاحي بوضع 2 إلى أي من الجانبين).
2. إجراءات ما بعد القضاء على الإجهاد الحشو.
3. القدرة على إزالة الألغام التأكيد على الأوتار قبل محاولة إصلاح العمل.

صورة رقم واحد (أدناه) وتبين فيما بعد لفات من التوتير (حزب العمال) وكابلات مع نهاية عقد المراسي عرضها. عقد نهاية المراسي يتم تثبيتها على حديد التسليح وضعت فوق وتحت الكابلات ودفنها في حبس محددة تحقيقا لهذه الغاية. معدودة صور الثاني والثالث والرابع وتظهر سلسلة من سحب سوداء نهاية المراسي من الخلف على طول حافة الكلمة. حديد التسليح وضعت فوق وتحت كل من الكابلات أمام وجهه وراء الانسحاب من نهاية راسية. ما ورد أعلاه، وفيما يلي وضع الحديد ويمكن ملاحظة ذلك في صورة رقم ثلاثة ووضع الحديد امام وخلف ويمكن ملاحظة ذلك في صورة رقم أربعة. الزرقاء الكابل في الصورة رقم أربعة هو توصيل الكهرباء. الصورة يظهر عدد خمسة جردت من البلاستيك الإغماد نهايات بعد التوتير الكابلات قبل التنسيب من خلال سحب نهاية المراسي. ستة عدد الصور تظهر بعد التوتير الكابلات القائمة لملموسة صب. البلاستيك الإغماد أزيل من نهاية الكابل والكابل قد دفع من خلال سحب سوداء نهاية مرساة المرفقة داخل الملموسة الكلمة الجانب. فإن مدهون الكابل يمكن رؤية جاحظ ملموسة من الجانب الكلمة. صور سبعة وثمانية وتبين بعد التوتير الكابلات جاحظ من صب ملموسة الكلمة. بعد الكلمة ملموسة وقد تدفقت، وحددت لمدة اسبوع تقريبا، وسوف تنتهي في برقية سحبت مع رافعة هيدروليكية، ويظهر في الصورة رقم تسعة، وتمتد إلى أن يتم تحقيق المحدد التوتر.

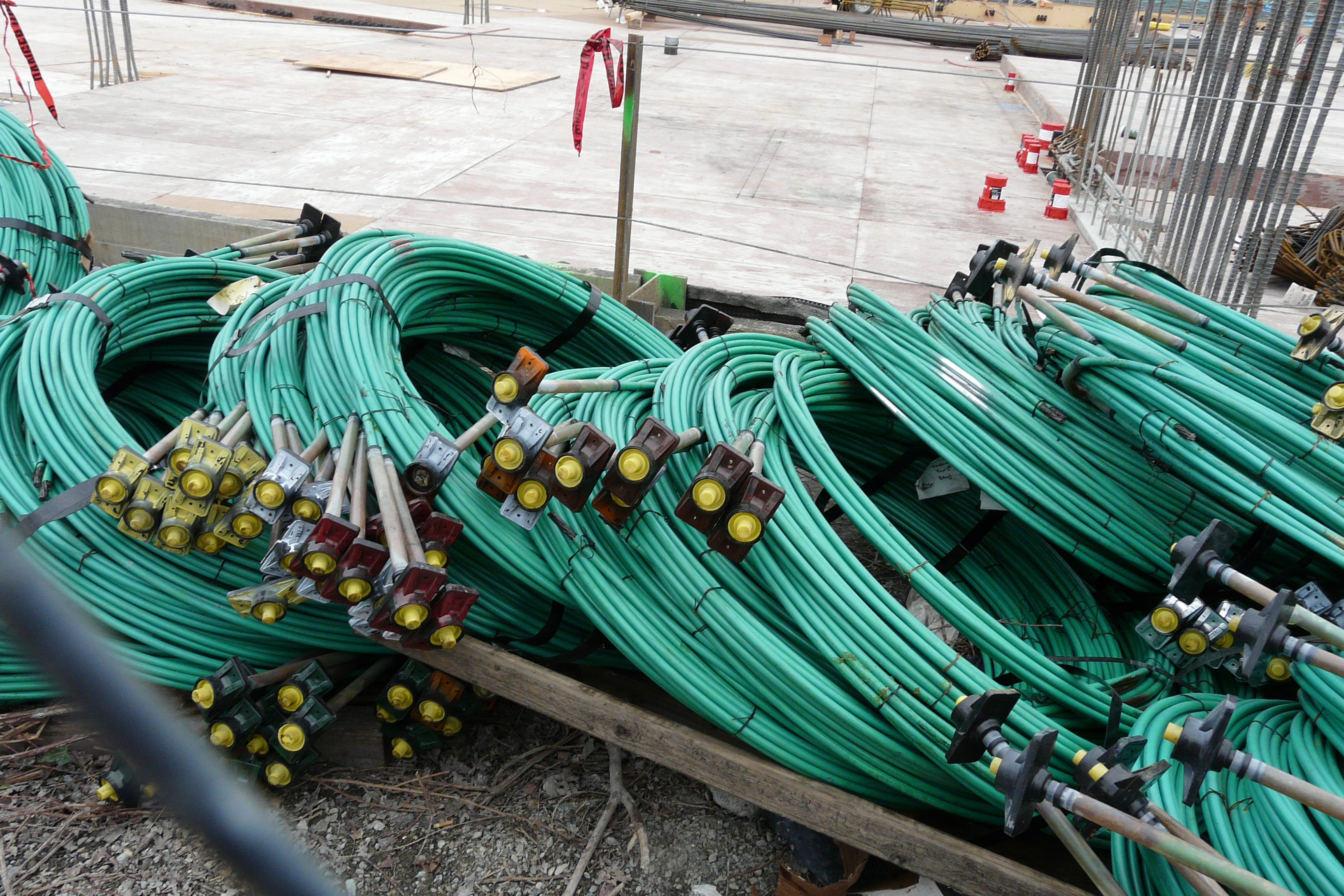
1. بعد لفات من الكابلات التوتير
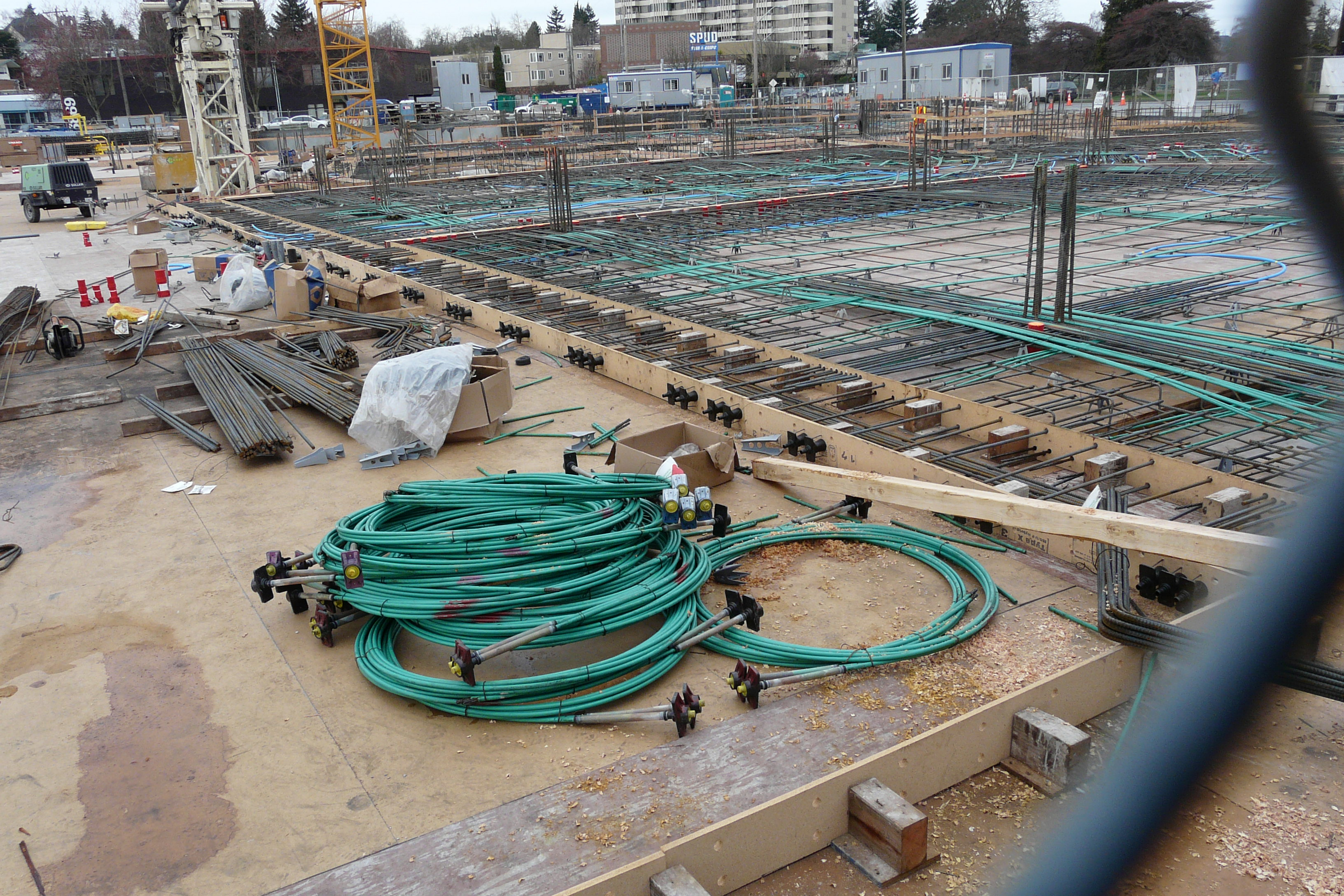
2. سحب المراسي للكابلات بعد التوتير
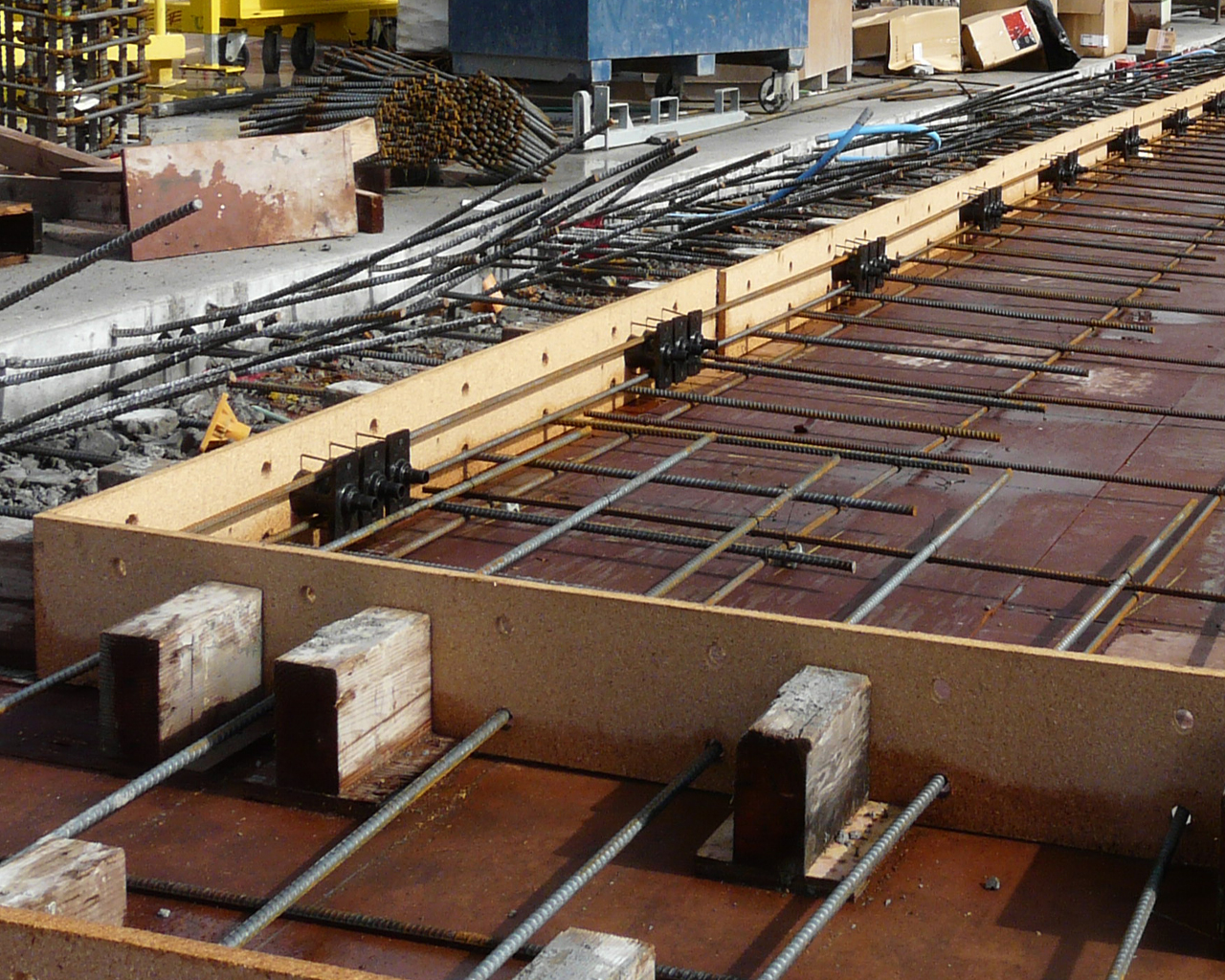
3. سحب المراسي للكابلات بعد التوتير
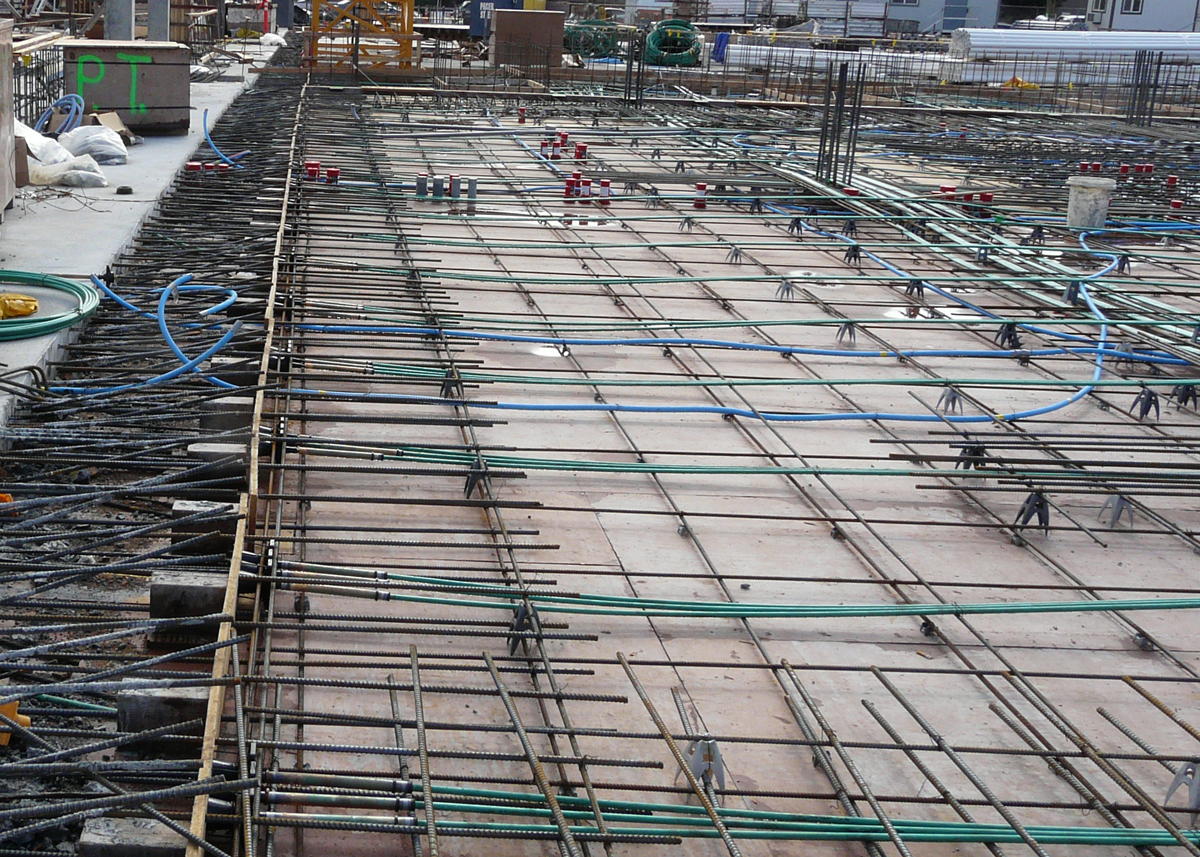
4. سحب المراسي للكابلات بعد التوتير
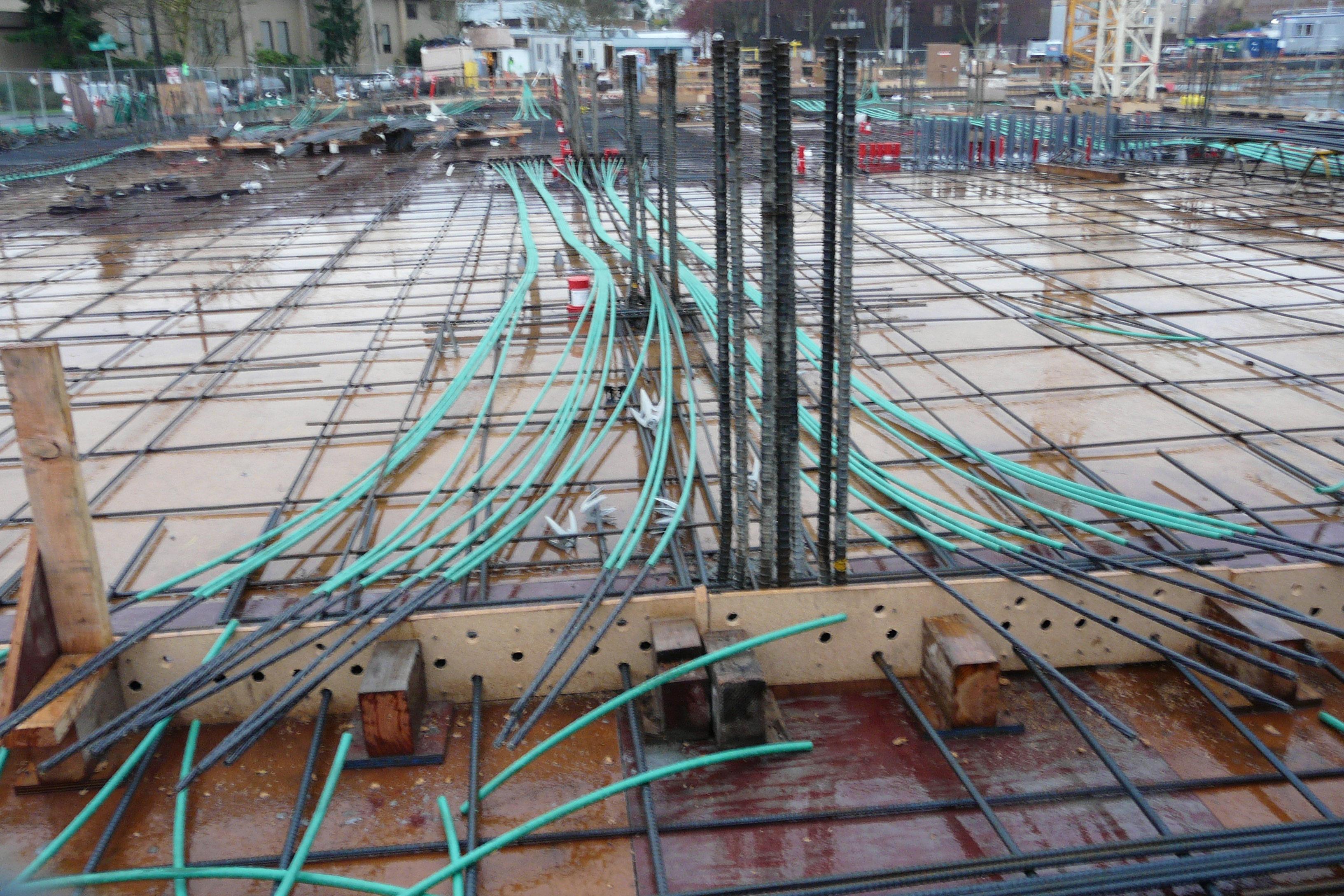
5. بعد تجريده التوتير كابلات لوضع الطفل في سحب المراسي
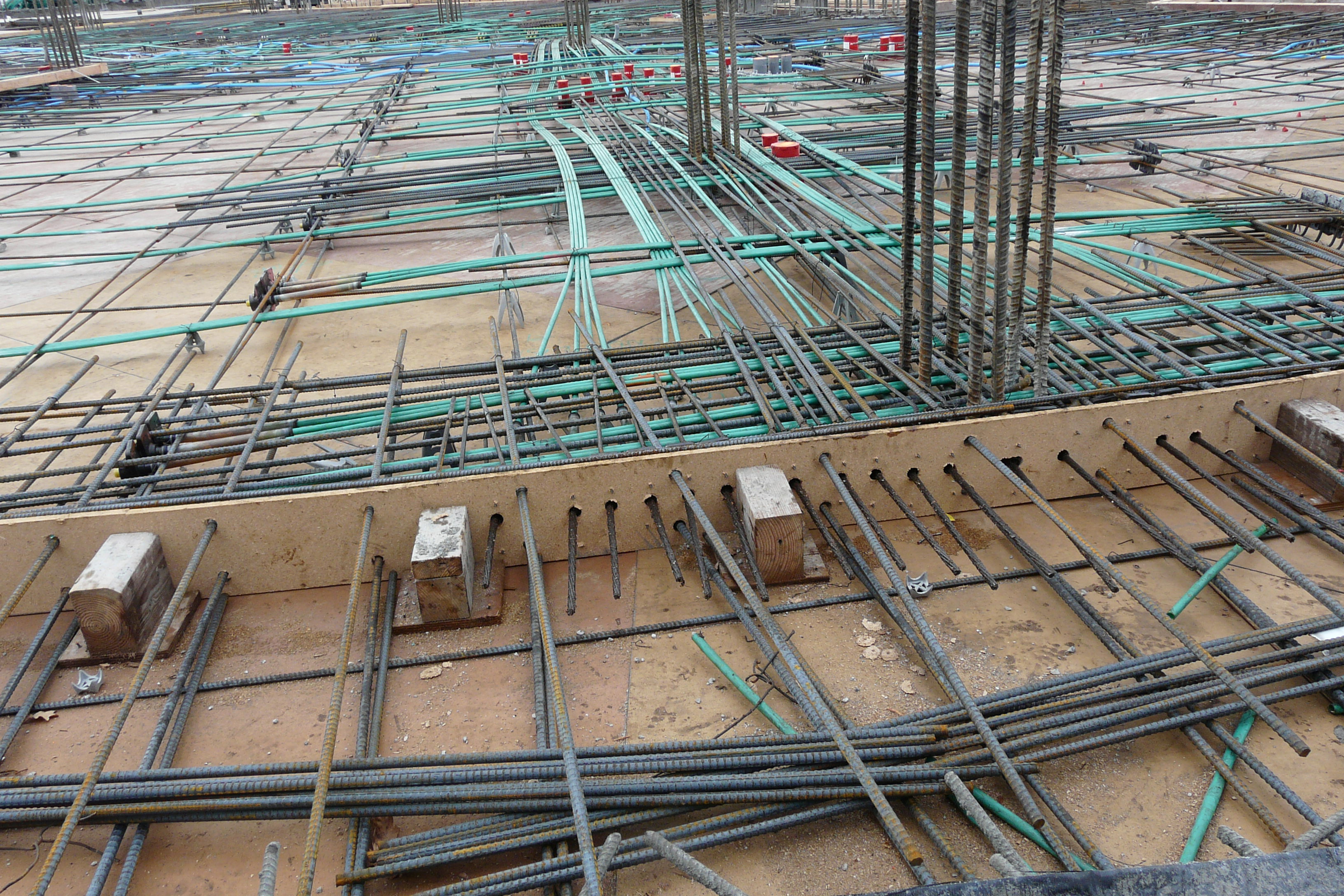
8. بعد وضع كابلات التوتير
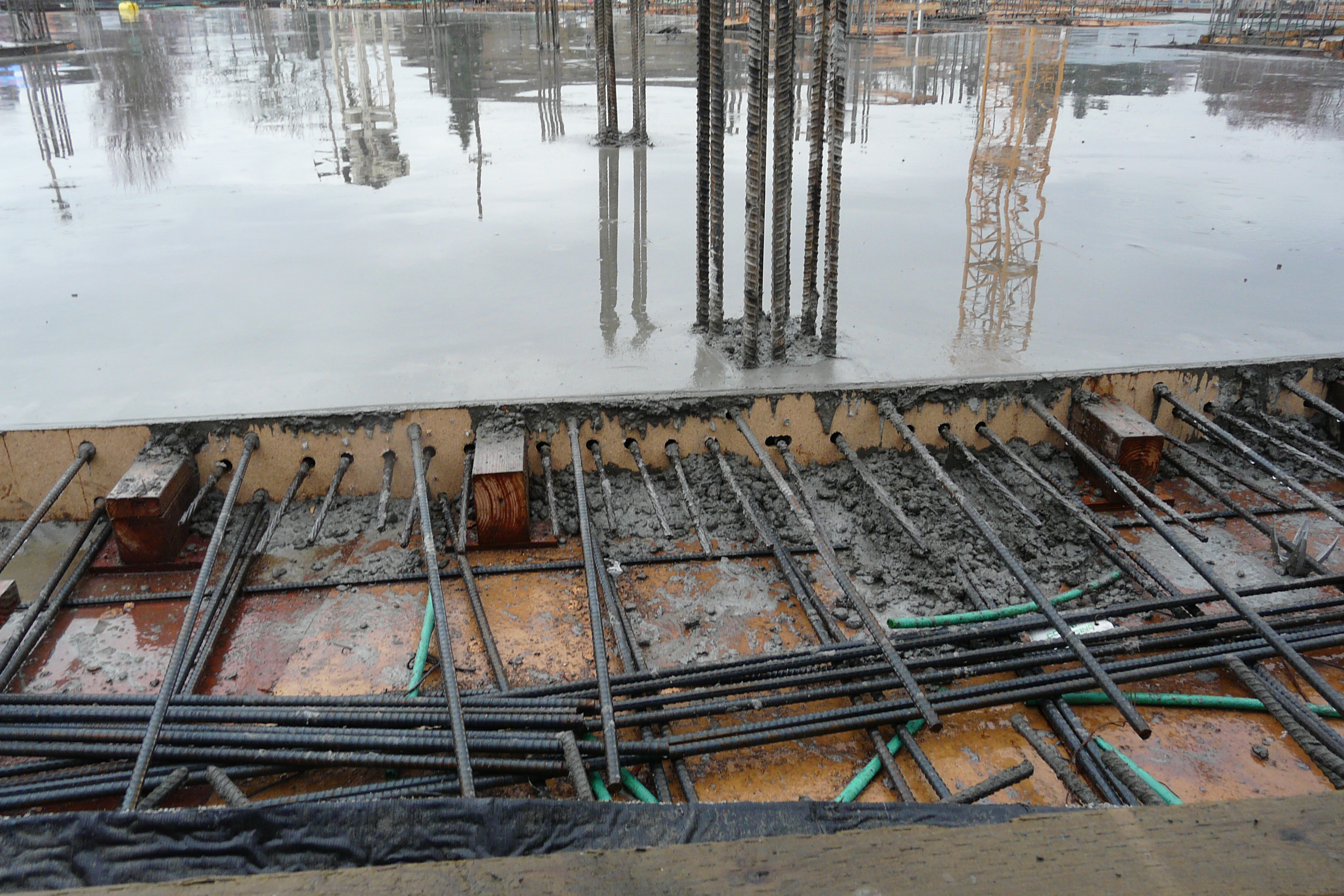
9. بعد التوتير ينتهي الكابل الممتد من صب ملموسة طازجة
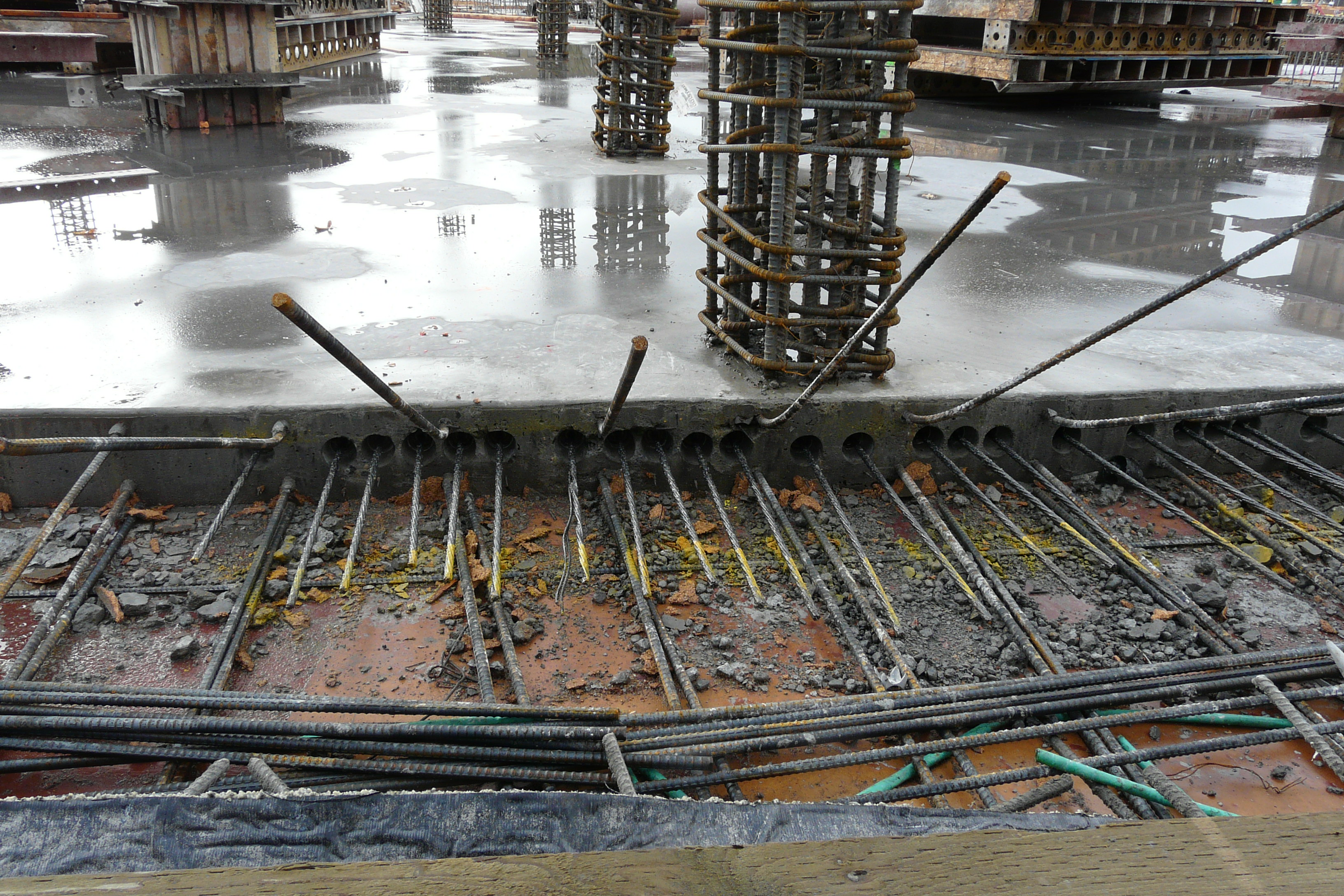
10. بعد التوتير ينتهي الكابل الممتد من البلاط
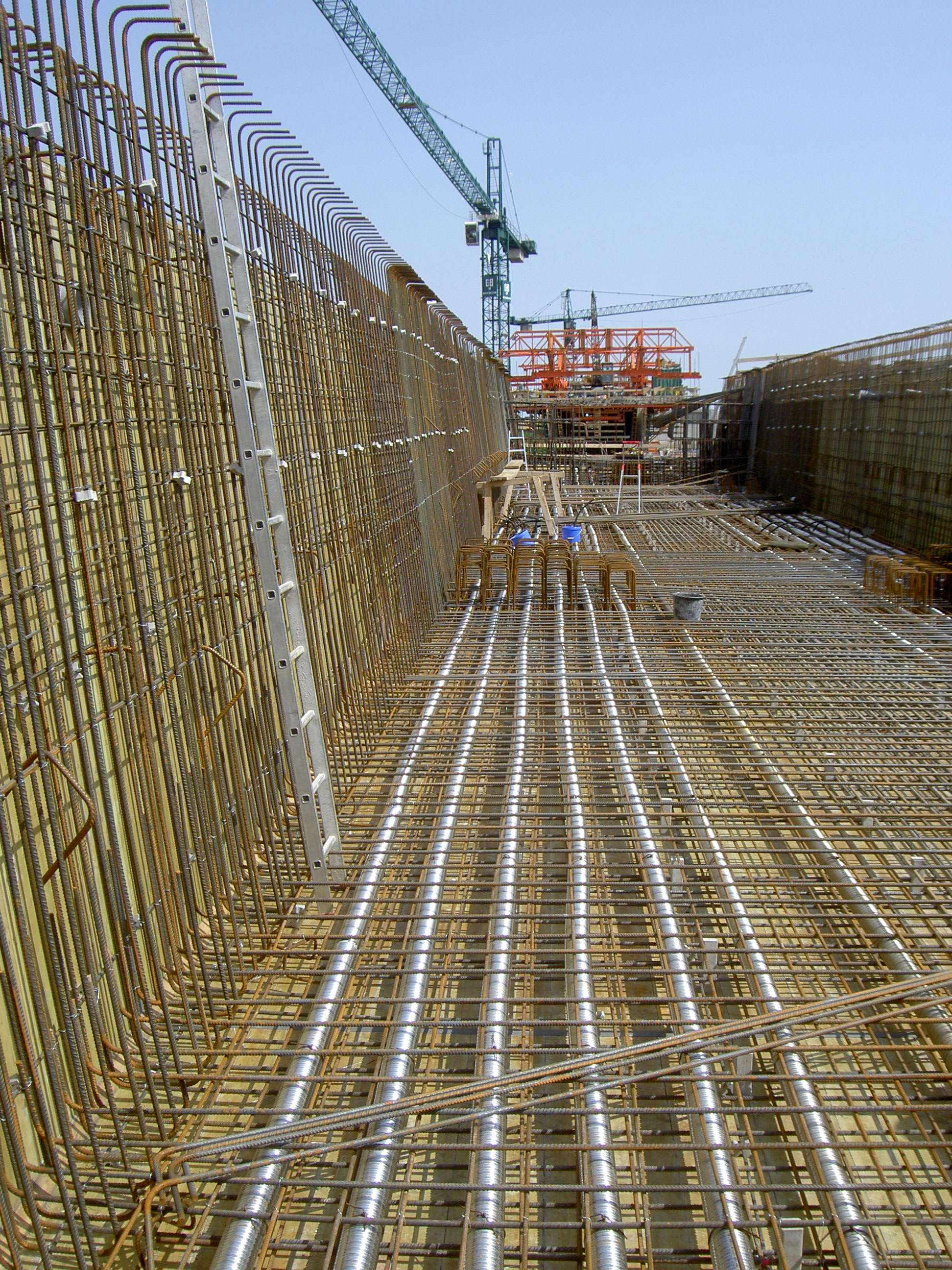
12. قنوات الكابل في formwork

## التطبيقات

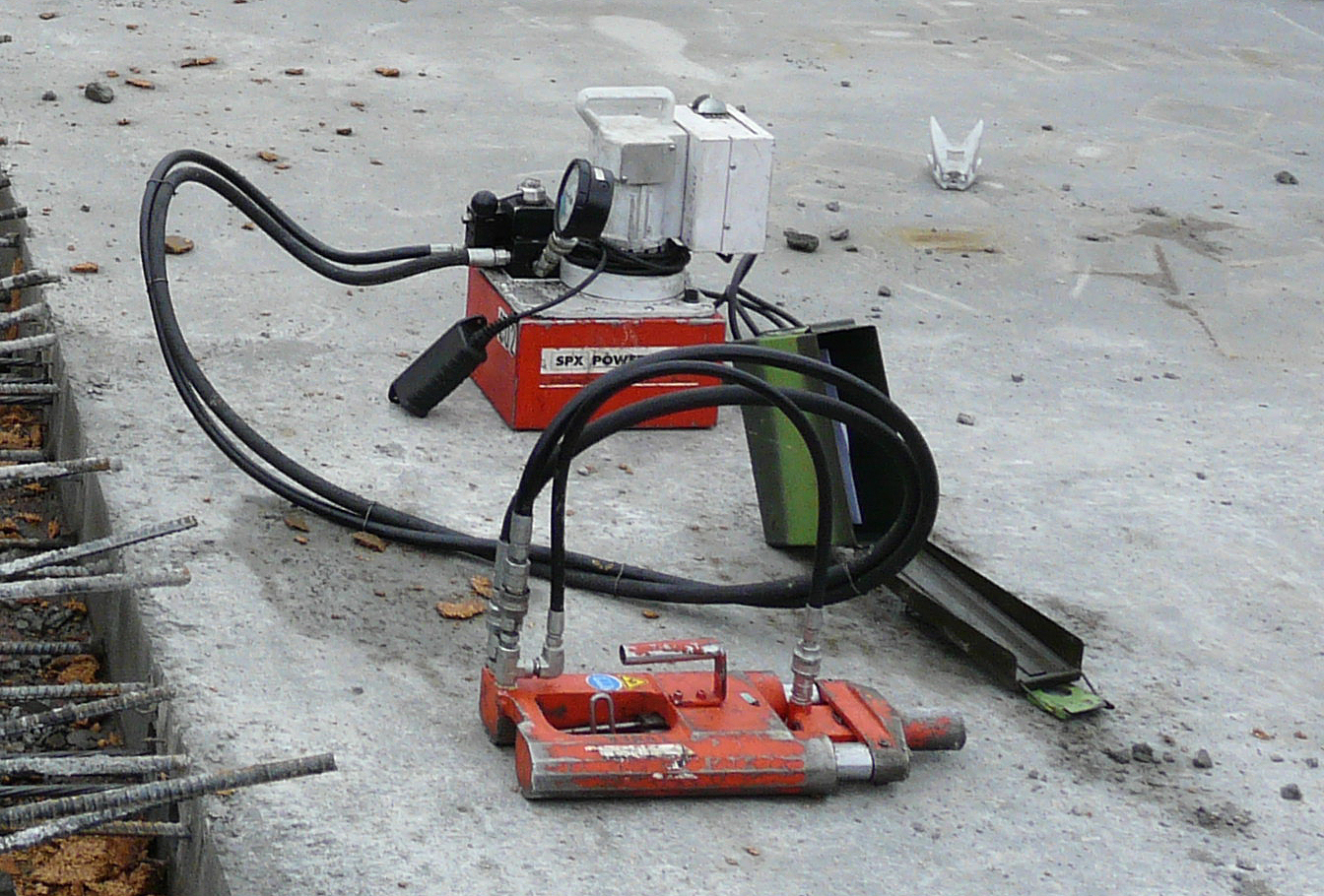
كابلات ما بعد الشد

الخرسانية هو غلبة المواد الطوابق في المباني العالية في دوائر محددة والمفاعلات النووية.
بعد Unbonded التوتير الأوتار الشائعة الاستخدام في أماكن انتظار السيارات كما حاجز كابل. [3] أيضا، وذلك بسبب قدرته على التأكيد والتشديد على إزالة الألغام، فإنه يمكن استخدامها لإصلاح أضرار مؤقتا بناء تعطل أو تلف الجدار الكلمة دائما حتى يمكن إجراء إصلاحات.
مزايا الخرسانية تشمل السيطرة على القضاء، وانخفاض تكاليف البناء ؛ أرق ألواح—أهمية خاصة في مجال بناء الأبراج وسمك في الكلمة التي يمكن أن تترجم إلى وفورات إضافية طوابق لنفسه (أو أقل)، وأقل تكلفة المفاصل، لأن المسافة التي يمكن أن امتد به بعد التوتر يزيد من ألواح عزز البناء مع نفس السمك. تشمل زيادة أطوال يزيد floorspace غير المربوطة القابلة للاستخدام في المباني ؛ تناقص عدد المفاصل يؤدي إلى انخفاض تكاليف الصيانة على مدى الحياة للتصميم مبنى، حيث المفاصل الرئيسية هي موضع ضعف في ابنية الاسمنت.
أأول جسر الخرسانية في أمريكا الشمالية هي الجوزة التذكارية لين جسر في مدينة فيلاديلفيا بولاية بنسلفانيا. وكان وفتح للمرور في عام 1951.
خرسنة ويمكن أيضا أن يتم التعميم على ملموسة الأنابيب المستخدمة في نقل المياه. ارتفاع شد أسلاك الفولاذ هو حلزوني الملفوفة حول السطح الخارجي للأنبوب تحت يسيطر التوتر والتباعد الذي يحمل محيطي ضغطي في التأكيد على جوهر ملموسة. وهذا يتيح للأنابيب عالية على التعامل مع الضغوط الداخلية والتأثيرات الخارجية والاتجار بها الأحمال الأرض.

## وصلات خارجية
- مسبقة الصنع / الخرسانية المعهد – والمعلومات عن الموارد وقبل ممثلون الخرسانية
- بعد التوتير المعهد - المعهد التقني الدولي المخصصة لمرحلة ما بعد التوتر ملموسا تمثل المجتمع المحلي من المهنيين والمؤسسات التجارية
- Canadian قبل ممثلون الكندية / الخرسانية المعهد – الموارد والمعلومات قبل ممثلون عن والخرسانية، ومعظمهم من المعلومات التقنية حول الخرسانية مسبقة الصنع في كندا

ملاحظة:الروابط الخارجية باللغة الإنجليزية.